# Agrostis barbuligera
Agrostis barbuligera é uma espécie de gramínea do gênero Agrostis, pertencente à família Poaceae.